# Astragalus nutans
Astragalus nutans är en ärtväxtart som beskrevs av Marcus Eugene Jones. Astragalus nutans ingår i släktet vedlar, och familjen ärtväxter. Inga underarter finns listade i Catalogue of Life.